# Idaea inversata
Espèce
Idaea inversata est un insecte lépidoptère de la famille des Geometridae vivant sur toute la côte est de l'Australie.

## Synonyme
- Acidalia albicostata